# 布齊基

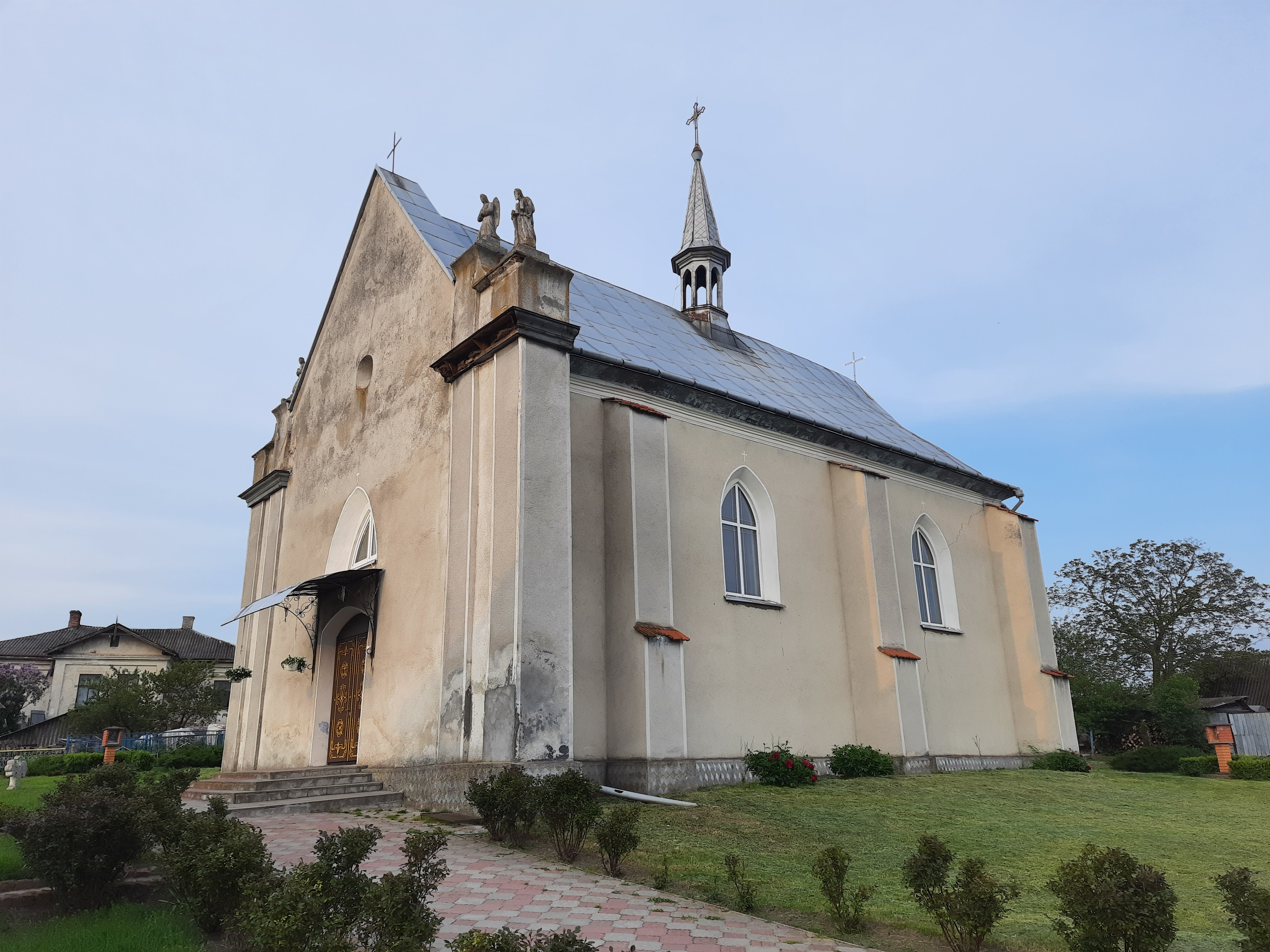
当地教堂

布齊基（羅馬化：Butsyky）是烏克蘭西部捷爾諾波爾州喬爾特基夫區赫里迈利夫市镇内的村莊。處於泰納河畔，距離赫里邁利夫和萊扎尼夫卡0.5公里，始建於1600年，面積0.38平方公里，2001年人口439，當中438人母語為烏克蘭語，剩下1人為俄語。